# Verwaltungsfachangestellter
Verwaltungsfachangestellte (VfA) sind ausgebildete Fachkräfte des öffentlichen Dienstes in Deutschland. Sie arbeiten in den Verwaltungsbehörden des Bundes, der Länder, der Kommunen, anderen öffentlich-rechtlichen Körperschaften, seltener auch in Kirchenverwaltungen der evangelischen oder katholischen Kirche. Dort sind sie als Sachbearbeiter bzw. Bürosachbearbeiter (Bundesverwaltung) tätig. Verwaltungsfachangestellte nehmen häufig hoheitliche Aufgaben im öffentlichen Dienst wahr. In diesem Fall fungieren sie als Amtsträger nach § 11 Abs. 1 Nr. 2 b) StGB (Beamte im haftungsrechtlichen und strafrechtlichem Sinne; sind jedoch keine Beamten im Sinne des Art. 33 Abs. 4 GG), üben aber dennoch die hoheitsrechtliche Befugnisse im Sinne dieser Regelung aus, da der Art. 33 Abs. 4 GG einen generellen Regelungscharakter hat.
Verwaltungsfachangestellter ist ein anerkannter Ausbildungsberuf nach dem Berufsbildungsgesetz (BBiG). Der Beruf ist dem Berufsfeld Wirtschaft und Verwaltung, Schwerpunkt Recht und öffentliche Verwaltung zugeordnet. Im Jahr 2020 wurden in Deutschland 6.840 neue Ausbildungsverträge abgeschlossen. Auf der Rangliste der Ausbildungsberufe nach Neuabschlüssen in Deutschland steht der Ausbildungsberuf damit auf Rang 18.
Je nach Bildungseinrichtung wird eine gleichstellende Weiterbildung, auch als „Angestelltenlehrgang I“ (ALG I) bzw. „Beschäftigtenlehrgang I“ (BL I) bezeichnet, angeboten. Mit Abschluss des Angestellten- bzw. Beschäftigtenlehrgangs I wird jedoch nicht die Berufsbezeichnung „Verwaltungsfachangestellte/r“ erworben, sondern lediglich die Qualifikation und die entsprechenden Zulassungsvoraussetzungen zu diesem Berufszweig.

## Ähnlichkeit mit dem Beruf des Kaufmanns für Büromanagement
Der Beruf des Verwaltungsfachangestellten ist eng verwandt mit jenem des Kaufmanns für Büromanagement, unterscheidet sich jedoch von diesem hauptsächlich in der stärker rechtswissenschaftlich ausgeprägten Ausbildung. Die Berufsbezeichnungen Verwaltungsfachangestellter und  Kaufmann für Büromanagement sind demnach nicht identisch. Die Kaufleute für Büromanagement sind meist für das Organisatorische und das Bürokratische zuständig. Sie treffen regelmäßig keine Entscheidungen zu einem Sachverhalt (z. B. in Form eines Verwaltungsakts), wie die Verwaltungsfachangestellten, die in der Regel als Sachbearbeiter eingestellt werden, sondern arbeiten zuständigem Personal zu. Der Aufstieg in einer Behörde unterscheidet sich ebenso: Während der Verwaltungsfachangestellte mit dem Beschäftigtenlehrgang II gleich auf die Ebene der Verwaltungsfachwirte kommt, muss der Kaufmann für Büromanagement, je nach Landesregelung, zunächst den Angestellten- bzw. Beschäftigtenlehrgang I absolvieren, um auf die Ebene des Verwaltungsfachangestellten zu kommen und die entsprechenden beruflichen Qualifikationen zu erlangen. Nach Absolvieren dieser Weiterbildung muss je nach Bundesland eine gewisse Verwaltungserfahrung erworben werden, bevor eine Bewerbung für den Beschäftigtenlehrgang II bzw. Angestelltenlehrgang II (Weiterbildung zum Verwaltungsfachwirt) erfolgen kann.

## Voraussetzung
Die meisten Ausbildungsbehörden stellen überwiegend Auszubildende mit einem mittleren Bildungsabschluss (Realschule, Wirtschaftsschule) ein, die Zahl der Hauptschüler ist äußerst gering. Darüber hinaus werden zunehmend auch Abiturienten als Auszubildende zum Verwaltungsfachangestellten eingestellt.

## Fachrichtungen
Verwaltungsfachangestellte werden je nach Art der Behörde, bei der sie beschäftigt sind, in unterschiedlichen Fachrichtungen ausgebildet.
- Bundesverwaltung (z. B. Bundesministerien, Bundesbehörden, Wasser- und Schifffahrtsämter, Bundeswehr-Dienstleistungszentren)
- Landesverwaltung (z. B. Landesministerien, staatliche Landratsämter, Landesforstbehörden)
- Kommunalverwaltung (z. B. Stadtverwaltungen, Gemeindeverwaltungen, Verwaltungsgemeinschaften)
- Handwerksorganisation und Industrie- und Handelskammern (z. B. Deutsche Industrie- und Handelskammer, Handwerkskammern)
- Kirchenverwaltung in den Gliedkirchen der Evangelischen Kirche in Deutschland (Verwaltungen der evangelischen Kirche)

In Bayern sind die Fachrichtungen Kommunalverwaltung und Landesverwaltung in der Fachrichtung „allgemeine innere Verwaltung des Freistaates Bayern und Kommunalverwaltung“ und in Sachsen in der Fachrichtung „Landes- und Kommunalverwaltung“ zusammengefasst. In Mecklenburg-Vorpommern und Sachsen-Anhalt umfasst die Fachrichtung Kommunalverwaltung auch die Landkreisebene.

## Ausbildung
Die Ausbildung im dualen System dauert drei Jahre und umfasst praktische Ausbildungsabschnitte in den Ausbildungsbehörden sowie theoretische in Berufsschulen (Blockunterricht), an den Studieninstituten der Bundesländer sowie ggf. in internen Lehrgängen der Verwaltung. Während der Ausbildung sind die Ausbildungsbedingungen im Tarifvertrag für Auszubildende des öffentlichen Dienstes (TVAöD) vereinbart. Nach der Ausbildung wird ein Verwaltungsfachangestellter üblicherweise in ein Angestelltenverhältnis (Tarifvertrag für den öffentlichen Dienst (TVöD), Tarifvertrag für den öffentlichen Dienst der Länder (TV-L), Bundes-Angestelltentarifvertrag (BAT), Tarifvertrag für die Bundesagentur für Arbeit (TV-BA)), teilweise auch in ein Beamtenverhältnis übernommen (§ 20 BBG).
Während der praktischen Ausbildungszeit wird der Auszubildende in den verschiedensten Sachgebieten eingesetzt, hier seien beispielsweise Bauamt, Einwohnermeldeamt, Kraftfahrzeug-Zulassungsstelle und Kasse erwähnt (Landes- und Kommunalverwaltung). Liegenschaftsmanagement, Controlling, Beschaffungswesen und Personalmanagement lauten einige Sachgebietsbezeichnungen in Behörden der Bundesverwaltung.
Üblich sind Berufsschulblöcke mit einer Dauer von sechs Wochen, von denen zwei pro Ausbildungsjahr stattfinden. Auch wird in jedem Ausbildungsjahr ein Lehrgang am Studieninstitut (z. B. Bayerische Verwaltungsschule, Bundeswehrverwaltungsschule, Hessischer Verwaltungsschulverband, Niedersächsisches Studieninstitut) besucht.
Industrie- und Handelskammern sowie Handwerksorganisationen bilden in der Regel fachspezifische Verwaltungsfachangestellte aus. Für diese Auszubildenden gibt es deutschlandweit nur eine Berufsschule, das Hubertus-Schwartz-Berufskolleg, welches im nordrhein-westfälischen Soest ansässig ist.

### Lernfelder (LF) am Hubertus-Schwartz-Berufskolleg (Fachrichtung IHK sowie Handwerksorganisationen)
- LF 1: Die eigene Berufsausbildung mitgestalten
- LF 2: Die Verwaltung in das staatliche Gesamtgefüge einordnen
- LF 3: Güterbeschaffung rechnergestützt vorbereiten
- LF 4: Verträge zur Güterbeschaffung schließen und erfüllen
- LF 5: Personalvorgänge zielorientiert mitgestalten
- LF 6: Rechtsgrundlagen zur Ermittlung von Einkommen im öffentlichen Dienst anwenden und Arbeitsentgelte berechnen
- LF 7: Bestände und Wertströme im System der doppelten Buchführung erfassen und dokumentieren
- LF 8: Verwaltungsleistungen wirtschaftlich erstellen und kundenorientiert anbieten
- LF 9: Verwaltungsverfahren bürgerfreundlich durchführen
- LF 10: Rechtseingriffe verwaltungsmäßig vorbereiten, durchführen und überprüfen
- LF 11: Aufgaben der gewährenden Verwaltung bearbeiten
- LF 12: Öffentliche Leistungen in alternativen rechtlichen Formen erbringen
- LF 13: Öffentliche Leistungen finanzwirtschaftlich kontrollieren und steuern
- LF 14: Staatliches Handeln in nationale und internationale wirtschaftliche Zusammenhänge einordnen

Unterrichtet werden primär juristische Fächer, wie Privat-, Kommunal- und Staatsrecht sowie Haushaltsrecht. In den Berufsschulblöcken werden oft zusätzlich Deutsch, Englisch, Sozialkunde, Verwaltungshandeln/Verwaltungsrecht, Verwaltungsbetriebswirtschaftslehre, Rechnungswesen, Textverarbeitung und ggf. Religion und Sport unterrichtet.

### Prüfungen und Notengebung
Zur Mitte des zweiten Ausbildungsjahres findet eine Zwischenprüfung statt. Diese umfasst mehrere schriftliche Prüfungsklausuren aus den Prüfungsbereichen:
- Prüfungsbereich I: Ausbildungsbetrieb, Arbeitsorganisation und bürowirtschaftliche Abläufe,
- Prüfungsbereich II: Haushaltswesen und Beschaffung,
- Prüfungsbereich III: Wirtschafts- und Sozialkunde.

Diese sind am selben Tag hintereinander in höchstens 180 Minuten abzulegen.
Die Benotung an den Berufsschulen erfolgt nach dem regulären sechsstufigen Notensystem von sehr gut bis ungenügend. An den Studieninstituten wird eine modifizierte Form des 16-stufigen Oberschul-Punktesystems eingesetzt. Der Unterschied liegt darin, dass eine sogenannte „Eins plus“ nicht erreicht werden kann, eine „Sechs plus“ sehr wohl. (Beispiel: Vier Punkte entsprechen einem „voll mangelhaft“: 5+, auf Gymnasien hingegen einem „knapp ausreichend“: 4−)
Dies variiert jedoch bei den Verwaltungsschulen/Studieninstituten.
Die Ausbildung endet mit einer mehrtägigen Abschlussprüfung am jeweiligen Studieninstitut. Diese besteht aus vier schriftlichen Prüfungen zu je 90 bis 135 Minuten (je nach Fach) in rechtswissenschaftlichen Fächern und ggf. einem kaufmännischen Fach und einer praktischen Prüfung (Meist ein Rollenspiel eines Sachverhaltes im Ordnungs- oder Sozialrecht) von etwa 40 Minuten, einschließlich Vorbereitung. Die Ausbildung gilt am Tag der praktischen Prüfung als abgeschlossen, soweit diese bestanden wird. Ein Freispruch wie in anderen Berufen ist nicht notwendig. Eine Ausnahme bildet hierbei der Freistaat Bayern, in welchem laut Bayerische Verwaltungsschule die Ausbildung mit Übersendung des Prüfungszeugnisses beendet ist.
Die Abschlussprüfung umfasst folgende Prüfungsbereiche:
- Verwaltungsbetriebswirtschaftslehre (135 Minuten)
- Personalwesen (120 Minuten)
- Verwaltungsrecht und Verwaltungsverfahren (120 Minuten)
- Wirtschafts- und Sozialkunde (90 Minuten)
- Fallbezogene Rechtsanwendung (praktische Prüfung, 45 Minuten)

## Nach der Ausbildung
Nach der Ausbildung werden Verwaltungsfachangestellte üblicherweise als Bürosachbearbeiter in einer Abteilung der jeweiligen Verwaltung eingesetzt. Ihre Vergütung erfolgt nach den für die Behörde geltenden Tarifverträgen u. a. Tarifvertrag für den öffentlichen Dienst (TVöD) und Tarifvertrag für den öffentlichen Dienst der Länder (TV-L). Sie nehmen damit Aufgaben der vorbereitenden, teilweise auch ausführenden Sachbearbeitung (Bürosachbearbeitung) wahr, etwa vergleichbar mit denen der mittleren Beamtenlaufbahn.
Mögliche Verwendungen von Verwaltungsfachangestellten sind unter anderem:
- Einsatz im Standesamt (nach absolviertem Standesbeamtenlehrgang)
- Fachassistent in der Leistungsgewährung nach dem Zweiten Buch Sozialgesetzbuch (SGB II) in einem Jobcenter
- Buchhalter (nach absolviertem Buchhalterlehrgang)
- Sachbearbeiter in der Kämmerei/Finanzverwaltung (Haushaltsplanung, Finanzverwaltung (siehe Gemeindefinanzbehörde), Amts-/Gemeinde- bzw. Stadtkasse, Vollsteckungstelle)
- Sachbearbeiter in der Gemeindefinanzbehörde (Gemeindesteuern, z. B. Grundsteuer, Gewerbesteuer, Hundesteuer, Vergnügungssteuer)
- Sachbearbeiter im Sozialwesen nach SGB XII, AsylbLG und WoGG
- Sachbearbeiter Besoldung/Entgelt/Personalwesen
- Sachbearbeiter in Kfz-Zulassungsstellen
- Sachbearbeiter im Pass- und Meldewesen
- Mitarbeiter im Innen- und Außendienst der Ordnungsämter

Verwaltungsfachangestellte sind nicht zwingend auf eine Tätigkeit im öffentlichen Dienst festgelegt. Der Beruf des Verwaltungsfachangestellten enthält je nach Fachrichtung auch kaufmännische Ausbildungsinhalte. Diese werden allerdings stark den Interessen und Besonderheiten der Bundes-, Landes- und Kommunalverwaltung angepasst. Die Ausbildung in der Kommunalverwaltung beinhaltet zum größten Teil juristische Themengebiete, also rechtswissenschaftliche Lehrfächer wie Verwaltungs- und Kommunalrecht, die mit einer kaufmännischen Ausbildung nicht vergleichbar sind. Ein elementarer Baustein der kaufmännischen Ausbildung ist die doppelte Buchführung. Dieser Baustein ist seit der Umstellung der öffentlichen Haushalte der Kommunen auf die doppelte Buchführung unter dem Kunstbegriff Doppik enthalten. In der öffentlichen Verwaltung wurde zuvor bis zum Jahr 2005 ausschließlich die kameralistische Buchführung angewendet. Darüber hinaus kann der Verwaltungsfachangestellte Weiterbildungen wie z. B. zum Betriebswirt oder Fachkaufmann absolvieren.

### Finanzielle Aspekte
Nach abgeschlossener Berufsausbildung werden Verwaltungsfachangestellte i. d. R. auf Planstellen der Entgeltgruppen 6 bis 9a (vergleichbar mit der Laufbahngruppe 1.2 (ehm. mittlerer Dienst) bei Beamten) eingesetzt.
Mit der Tarifrunde vom 01.01.2023 - 31.12.2024 wurden folgende Entgelte zwischen den Arbeitgeber- und Arbeitnehmerverbänden getroffen.
| Entgelttabelle TVÖD VKA 2024 (in Euro) |         |         |         |         |         |         |
| €                                      | 1       | 2       | 3       | 4       | 5       | 6       |
| -------------------------------------- | ------- | ------- | ------- | ------- | ------- | ------- |
| E 15Ü                                  |         | 6752,60 | 7462,01 | 8134,09 | 8582,18 | 8686,69 |
| E 15                                   | 5504,00 | 5863,92 | 6265,40 | 6813,49 | 7377,29 | 7748,20 |
| E 14                                   | 5003,84 | 5329,75 | 5755,37 | 6227,68 | 6754,16 | 7132,13 |
| E 13                                   | 4628,76 | 4985,95 | 5392,57 | 5834,04 | 6353,53 | 6635,44 |
| E 12                                   | 4170,32 | 4581,34 | 5061,67 | 5594,63 | 6220,01 | 6516,74 |
| E 11                                   | 4032,38 | 4410,41 | 4765,62 | 5151,01 | 5678,44 | 5975,19 |
| E 10                                   | 3895,33 | 4191,53 | 4528,25 | 4893,44 | 5300,10 | 5433,63 |
| E 9c                                   | 3787,84 | 4052,08 | 4339,43 | 4649,06 | 4981,91 | 5220,52 |
| E 9b                                   | 3566,89 | 3814,56 | 3969,97 | 4429,89 | 4702,42 | 5018,11 |
| E 9a                                   | 3448,96 | 3662,32 | 3869,96 | 4331,88 | 4436,39 | 4703,23 |
| E 8                                    | 3281,44 | 3486,59 | 3628,68 | 3770,54 | 3922,69 | 3995,85 |
| E 7                                    | 3095,23 | 3331,58 | 3472,38 | 3614,47 | 3748,49 | 3820,45 |
| E 6                                    | 3042,04 | 3236,55 | 3372,94 | 3507,92 | 3640,49 | 3708,02 |
| E 5                                    | 2928,99 | 3117,67 | 3245,11 | 3380,06 | 3505,47 | 3570,28 |
| E 4                                    | 2802,62 | 2993,55 | 3153,75 | 3253,48 | 3353,20 | 3411,60 |
| E 3                                    | 2762,69 | 2968,02 | 3017,99 | 3132,21 | 3217,92 | 3296,43 |
| E 2Ü                                   | 2601,60 | 2835,82 | 2921,62 | 3036,03 | 3114,63 | 3229,97 |
| E 2                                    | 2582,16 | 2784,28 | 2834,67 | 2906,58 | 3064,63 | 3229,97 |
| E 1                                    |         | 2355,52 | 2388,86 | 2430,55 | 2469,42 | 2569,47 |

### Aufstiegsmöglichkeiten
Im Anschluss kann ein Aufstiegslehrgang (Beschäftigtenlehrgang II, auch Angestelltenlehrgang II) absolviert werden. Hierfür ist in der Regel eine Bewerbung bei der Dienststelle bzw. deren Geschäftsbereich, je nach Behörde und Note der Abschlussprüfung zum Verwaltungsfachangestellten auch eine Teilnahme an einem Zulassungsverfahren notwendig. Häufig ist eine Bewerbung erst nach einer bestimmten Zeit der Berufstätigkeit nach der Ausbildung möglich. Eine Weiterbildung im Beschäftigtenlehrgang II ist jedoch (egal mit welcher Note die Abschlussprüfung bestanden wurde) in aller Regel nicht bei einem befristeten Arbeitsverhältnis möglich. Die genauen Voraussetzungen, auch bezüglich der Kosten der Weiterbildung, sind je nach Arbeitgeber unterschiedlich.
Nach der sich anschließenden Ausbildung in einem Studieninstitut bzw. einer Verwaltungsschule sind die Absolventen befähigt, auch gehobene berufliche Tätigkeiten wahrzunehmen (vergleichbar: gehobene Beamtenlaufbahn). Ihre neue Berufsbezeichnung lautet: Verwaltungsfachwirt. Darüber hinaus kann auch das reguläre Aufstiegsverfahren in die Beamtenlaufbahn des gehobenen Verwaltungsdienstes absolviert werden, soweit die beamtenrechtlichen Voraussetzungen gegeben sind (Studium an einer Fachhochschule für öffentliche Verwaltung zum Diplom-Verwaltungswirt bzw. Bachelor of Arts, Studiengang Public Management).